# Spinosomatidia similis
Spinosomatidia similis là một loài bọ cánh cứng trong họ Cerambycidae.